# اچ‌ام‌اس وایپر (۱۸۹۹)
اچ‌ام‌اس وایپر (۱۸۹۹) (به انگلیسی: HMS Viper (1899)) یک کشتی بود که طول آن ۲۱۰ فوت ۳ ۱⁄۲ اینچ (۶۴٫۱۰ متر) بود. این کشتی در سال ۱۸۹۹ ساخته شد.